# Championnat d'Italie de baseball 2011
Navigation
2010 2012
L'Italian Baseball League 2011 est la 65e édition de cette épreuve. Le coup d'envoi du championnat est donné le 14 avril.
Le Novara Baseball rejoint l'Élite des clubs italiens après le retrait des Catania Wariors, qui doivent laisser leur place en première division de l'IBL à la suite d'un problème de logistique avec leurs infrastructures.
Le San Marino remporte le titre avec une victoire 4-3 dans la série au meilleur des sept face au Danesi Nettuno.

## Format
Chaque club dispute 42 matchs en saison régulière, affrontant ses adversaires en journée aller-retour de trois rencontres chacune. Après cette phase, les quatre premiers du classement s'affrontent en demi-finales puis finale au meilleur des sept matchs pour désigner le champion.
Le dernier de la saison régulière est relégué en fin de saison au profit du vainqueur de la Série A2.

## Clubs participants
| \| Bologne Godo San Marino Novara Nettuno Grosseto Rimini Parme \| Localisation des clubs engagés dans le championnat. |
| Bologne Godo San Marino Novara Nettuno Grosseto Rimini Parme                                                           |

| Équipe            | Ville                    | Stade                      | Capacité | Titres |
| ----------------- | ------------------------ | -------------------------- | -------- | ------ |
| Fortitudo Bologne | Bologne (Émilie-Romagne) | Stadio Gianni Falchi       | 4000     | 8      |
| BSC Godo          | Russi (Émilie-Romagne)   | Stadio Antonio Casadio     | 2000     | 0      |
| San Marino BC     | Saint-Marin              | Stadio Baseball Serravalle | 2000     | 1      |
| Novara Baseball   | Novare (Piémont)         | Campo Provini              | 1000     | 0      |
| Nettuno Baseball  | Nettuno (Latium)         | Stadio Steno Borghese      | 8000     | 17     |
| Grosseto Baseball | Grosseto (Toscane)       | Stadio Roberto Jannella    | 8000     | 4      |
| Rimini BC         | Rimini (Émilie-Romagne)  | Stadio dei Pirati          | 5000     | 11     |
| Parma Baseball    | Parme (Émilie-Romagne)   | Stadio Nino Cavalli        | 5000     | 10     |

## Saison régulière
Le match d'ouverture de la saison a lieu le 14 avril. Il oppose Bologne et Parme. La partie est retransmise en direct sur Rai Sport 2.

### Calendrier
| Jeudi 14 avril - Parme 1-2 Bologne Vendredi 15 avril - Novara 7-2 Grosseto - Godo 0-5 Rimini - San Marino 3-0 Nettuno - Parme 1-3 Bologne Samedi 16 avril - Novara 3-14 (7) Grosseto - Novara 2-7 Grosseto - Godo 0-12 (7) Rimini - Godo 1-11 (7) Rimini - San Marino 5-1 Nettuno - San Marino 9-6 Nettuno - Parme 4-12 Bologne Jeudi 21 avril - Grosseto 0-5 San Marino - Parme 3-1 Rimini Vendredi 22 avril - Grosseto 6-5 San Marino - Parme 4-1 Rimini - Bologne 5-0 Novara - Nettuno 7-0 Godo Samedi 23 avril - Grosseto 6-8 San Marino - Parme 2-12 Rimini - Bologne 8-1 Novara - Bologne 6-0 Novara - Nettuno 10-0 (7) Godo - Nettuno 6-1 Godo Jeudi 28 avril - Novara 7-13 Rimini - Nettuno 0-1 Grosseto - Bologne 5-8 San Marino - Parme 1-3 Godo Vendredi 29 avril - Novara 4-9 Rimini - Novara 0-12 Rimini - Nettuno 6-4 Grosseto - Nettuno p-p Grosseto - Bologne 0-3 San Marino - Parme 5-1 Godo Samedi 30 avril - Bologne p-p San Marino - Parme 8-5 Godo Jeudi 5 mai - San Marino 12-1 Rimini Vendredi 6 mai - Grosseto 10-1 Godo - Rimini 6-5 San Marino - Parme 7-2 Novara - Bologne 3-5 Nettuno Samedi 7 mai - Grosseto 8-6 Godo - Grosseto 5-2 Godo - Rimini 1-3 San Marino - Parme 3-0 Novara - Parme 20-1 Novara - Bologne 5-3 Nettuno - Bologne 7-1 Nettuno |  | Jeudi 12 mai - Godo 7-2 Novara - Parme 4-6 San Marino Vendredi 13 mai - Nettuno 6-2 Rimini - Grosseto 1-7 Bologne Samedi 14 mai - Godo 10-1 Novara - Godo 6-5 Novara - San Marino 6-3 Parme - San Marino 2-3 Parme - Nettuno 1-8 Rimini - Nettuno 5-4 Rimini - Grosseto 3-8 Bologne - Grosseto 7-12 Bologne Jeudi 19 mai - Bologne 8-1 Godo - Rimini 1-5 Grosseto - Parme 0-5 Nettuno Vendredi 20 mai - Godo 5-3 Bologne - Rimini 11-1 Grosseto - Parme 4-1 Nettuno - Novara 0-6 San Marino Samedi 21 mai - Godo 2-1 Bologne - Rimini 4-7 Grosseto - Parme 6-1 Nettuno - Novara 2-1 San Marino - Novara 1-15 San Marino Jeudi 26 mai - Rimini 1-3 Bologne - Godo 2-4 San Marino - Grosseto 10-11 Parme Vendredi 27 mai - Bologne 2-8 Rimini - San Marino 4-3 Godo - Grosseto 0-2 Parme - Nettuno 4-2 Novara Samedi 28 mai - Bologne 5-4 Rimini - San Marino 12-3 Godo - Grosseto 2-5 Parme - Nettuno 6-1 Novara - Nettuno 11-1 Novara |  | Jeudi 9 juin - Godo 2-5 Rimini - Bologne 6-4 Parme Vendredi 10 juin - Rimini 10-0 Godo - Bologne 2-3 Parme - Grosseto 4-0 Novara - Nettuno 3-4 San Marino Samedi 11 juin - Rimini 10-1 Godo - Parme 0-1 Bologne - Grosseto 8-7 Novara - Grosseto 5-3 Novara - Nettuno 6-10 San Marino - Nettuno 6-3 San Marino Jeudi 16 juin - San Marino 5-2 Grosseto - Rimini 0-10 Parme Vendredi 17 juin - San Marino 5-4 Grosseto - Parme 4-6 Rimini - Novara 1-4 Bologne - Godo 2-3 Nettuno Samedi 18 juin - San Marino 6-1 Grosseto - Parme 3-4 Rimini - Novara 0-11 Bologne - Novara 1-11 Bologne - Godo 3-6 Nettuno - Godo 11-13 Nettuno Jeudi 23 juin - Grosseto 6-2 Nettuno - San Marino 2-1 Bologne Vendredi 24 juin - Grosseto 2-5 Nettuno - Bologne 4-3 San Marino - Rimini 8-2 Novara - Godo 1-5 Parme Samedi 25 juin - Grosseto 2-12 Nettuno - Bologne 7-11 San Marino - Rimini 12-5 Novara - Rimini 10-0 Novara - Parme 6-1 Godo - Parme 10-9 Godo Jeudi 7 juillet - Rimini 4-5 San Marino Vendredi 8 juillet - Rimini 6-2 San Marino - Godo 5-7 Grosseto - Novara 1-8 Parme - Nettuno 2-3 Bologne Samedi 9 juillet - San Marino 5-3 Rimini - Godo 0-4 Grosseto - Godo 1-3 Grosseto - Novara 4-13 Parme - Novara 3-9 Parme - Nettuno 4-0 Bologne - Nettuno 7-3 Bologne |  | Jeudi 14 juillet - Novara 4-2 Godo - San Marino 1-9 Parme Vendredi 15 juillet - Parme 13-1 San Marino - Rimini 3-5 Nettuno - Bologne 6-5 Grosseto Samedi 16 juillet - Novara 3-12 Godo - Novara 3-13 Godo - Parme 3-13 San Marino - Rimini 8-4 Nettuno - Rimini 9-10 Nettuno - Bologne 10-3 Grosseto - Bologne 12-3 Grosseto Jeudi 21 juillet - Godo 1-11 Bologne - Grosseto 2-5 Rimini - San Marino 8-7 Novara - Nettuno 2-1 Parme Vendredi 22 juillet - Bologne 13-2 Godo - Grosseto 2-6 Rimini - San Marino 7-1 Novara - Nettuno 4-7 Parme Samedi 23 juillet - Bologne 4-6 Godo - Grosseto 0-6 Rimini - San Marino 15-3 Novara - Nettuno 5-7 Parme Jeudi 28 juillet - Bologne 0-1 Rimini - San Marino 3-2 Godo - Parme 8-4 Grosseto Vendredi 29 juillet - Rimini 5-2 Bologne - Godo 5-4 San Marino - Parme 7-14 Grosseto - Novara 3-7 Nettuno Samedi 30 juillet - Rimini 0-9 Bologne - Godo 7-6 San Marino - Parme 8-2 Grosseto - Novara 1-13 Nettuno - Novara 0-13 Nettuno |

### Classement
| Pl. | Équipe     | J  | V  | D  | %    | GB |
| --- | ---------- | -- | -- | -- | ---- | -- |
| 1   | San Marino | 42 | 31 | 11 | .738 | -  |
| 2   | Bologne    | 42 | 29 | 13 | .690 | 2  |
| 3   | Parme      | 42 | 28 | 14 | .666 | 3  |
| 4   | Nettuno    | 42 | 25 | 17 | .595 | 6  |
| 4   | Rimini     | 42 | 24 | 18 | .571 | 7  |
| 6   | Grosseto   | 42 | 18 | 24 | .428 | 13 |
| 7   | Godo       | 42 | 10 | 32 | .238 | 21 |
| 8   | Novara     | 42 | 3  | 39 | .071 | 29 |

## Séries finales

### 1/2 finales
| 2 au 6 août - San Marino 2 - 4 Nettuno - San Marino 2 - 0 Nettuno - San Marino 5 - 3 Nettuno - Parme 4 - 7 Bologne - Parme 1 - 0 Bologne - Parme 8 - 5 Bologne |  | 10 au 13 août - Nettuno 14 - 10 Bologne - Nettuno 1 - 6 Bologne - Nettuno 1 - 6 Bologne - Parme 3 - 4 San Marino - Parme 4 - 7 San Marino - Parme 6 - 2 San Marino |  | 17 au 20 août - Bologne 2 - 6 San Marino - Bologne 6 - 12 San Marino - Bologne 10 - 6 San Marino - Nettuno 4 - 3 Parme - Nettuno 5 - 2 Parme - Nettuno 8 - 2 Parme |

| Pl. | Équipe     | J | V | D | %    | GB |
| --- | ---------- | - | - | - | ---- | -- |
| 1   | San Marino | 9 | 6 | 3 | .666 | -  |
| 2   | Nettuno    | 9 | 5 | 4 | .555 | 2  |
| 3   | Bologne    | 9 | 4 | 5 | .444 | 3  |
| 4   | Parme      | 9 | 3 | 6 | .333 | 6  |

### Finale
Le T&A San Marino s'impose par 4 victoires à 3 en série finale face à Nettuno, 11-12, 3-10, 5-2, 10-7, 7-11, 7-2 et 10-1.